# Святослав Ольшенко-Вільха
Святосла́в Ольше́нко-Ві́льха (справжнє ім'я Святослав Мотало, псевдо: «Свем», «Єрем», «Святослав», «С.М.» 12 жовтня 1913, Голоско Велике, (тепер у складі м. Львів) — 1945, біля м. Краків (?)) — український поет і прозаїк, діяч ОУН. 

## Життєпис
Народився 2 жовтня 1913 року в селі Голоско Велике (тепер у складі м. Львів). Навчався в Українській академічній гімназії, яку завершив у 1932 році. Згодом закінчив бухгалтерські курси, одружився. Брав участь у громадському житті північних околиць Львова. Зокрема, був активістом товариства «Просвіта» на Замарстинові (дільниця Львова). 
29 січня 1933 р. організував у читальні святковий концерт до 15-ї річниці бою під Крутами. Брав участь у роботі аматорського театрального гуртка, а також належав до товариства «Сокіл» на Замарстинові.
З початком Другої світової війни емігрував до Кракова, де у 1940-1941 рр. був співробітником Головного осередку пропаганди (ГОСП) ОУНР. Був учасником (без мандата) II Великого Збору ОУН у березні-квітні 1941 р., брав участь у роботі виховно-вишкільної комісії. 
Під час німецької окупації керівник відділу культурно-освітньої праці УЦК на м. Львів. Одночасно працював у пропагандистській референтурі підпілля ОУН. У 1943 році виконував обов’язки крайового референта пропаганди ОУН Західних Українських Земель (ЗУЗ, охоплювали територію Галичини). Згодом його замінив Петро Дужий і під його керівництвом працював впродовж 1944 року як співробітник крайового осередку пропаганди (КОП) ЗУЗ.
За твердженням одного із його знайомих, навесні 1944 року він заявив: 
| Іду в підпілля до УПА, вдруге на еміграцію не піду. |
За невідомих обставин у грудні 1944 року був мобілізований до Червоної армії військовим комісаріатом Боринського району Дрогобицької області. Служив рядовим у в/ч 16450. За офіційною інформацією, пропав безвісти у квітні 1945 р., за твердженням Петра Дужого, загинув на фронті під Краковом.

## Літературна діяльність

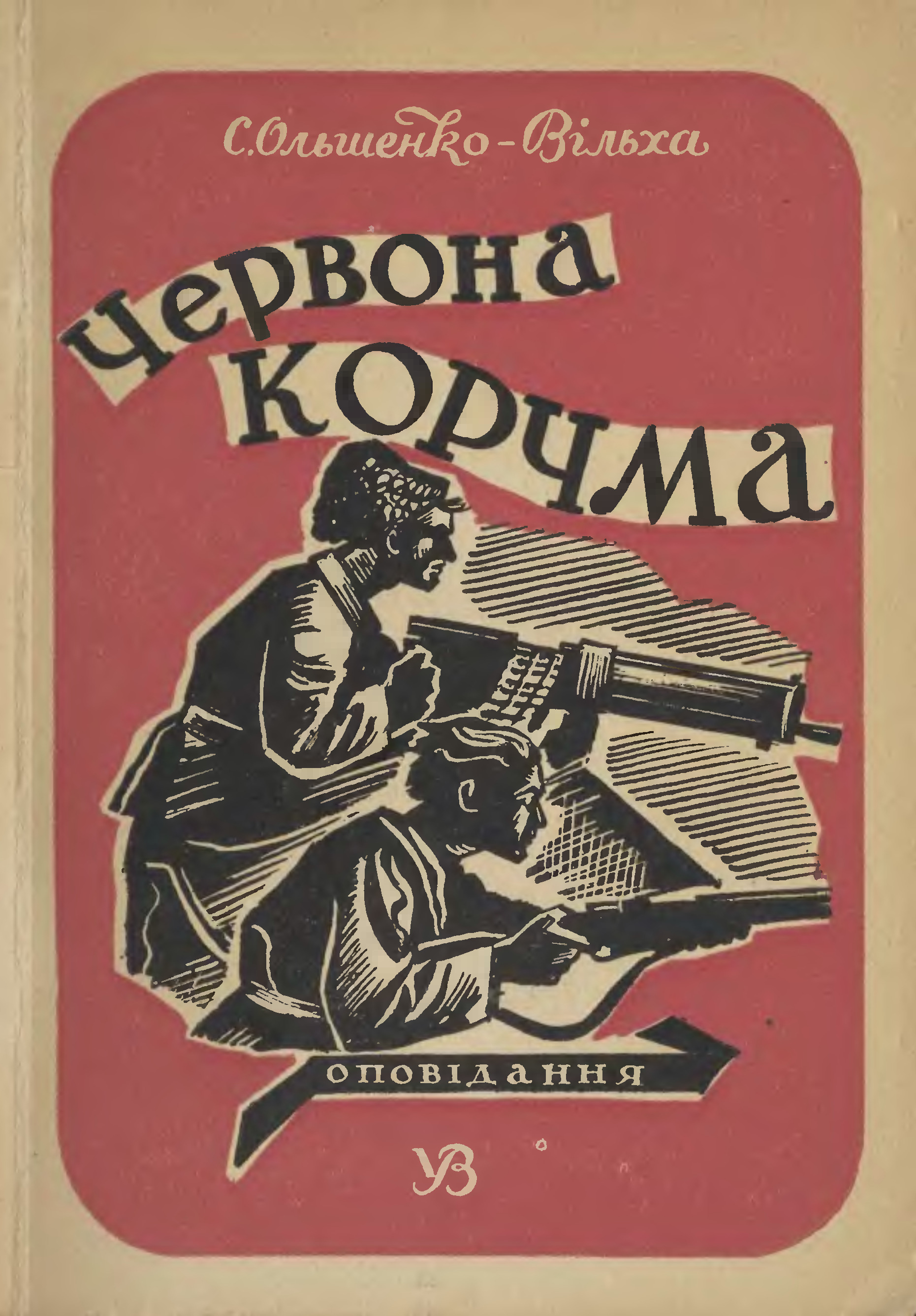
Книга "Червона корчма", Краків 1942

Літературну діяльність як поет і прозаїк почав у середині 1930-х рр. Друкувався переважно під псевдонімом «Святослав Ольшенко-Вільха», під яким і увійшов в українські історію та літературу. 
Один із перших віршів — «На ювилей» — виголосив 13 січня 1935 року на святі знагоди 25-ї річниці читальні на Замарстинові. Ця декламація була спеціально відзначена у передовиці провідної львівської газети «Діло». Друкувався впродовж 1936-1939 рр. у  львівських журналах і газетах «Сокільські вісті», «Дорога», «Назустріч», «Малі друзі», «Дзвони», «Волинська неділя». В цей період опубліковані оповідання «Фіолетова тінь» («Назустріч», 1937), поезії «Слово про невідомого стрільця» («Сокільські вісті», 1938, ч. 11) та «Осіння романтика» («Сокільські вісті», 1937, ч. 11).
Публіцистичні статті ідеологічного та політичного характеру друкував у журналі «Сокільські вісті»: «За українське море» (1937, ч. 5), «Реміснича молодь і сокільство» (1938, ч. 5), «Тіловиховання і характер, За переоформлення душі молодого покоління (з циклу Тіловиховання і характер)» (1938, ч. 9). За статтю «Нове життя Срібної Землі» (1938, ч. 12) часопис був конфіскований польською владою за поширення українських самостійницьких ідей. Крім того, писав до цього видання статті на історичну тематику: «Сторіччя появи «Русалки Дністрової» (1937, ч. 5), «Подвижник галицької держави» (1937, ч. 10).
В еміграційний період у Кракові співпрацював із «Українським видавництвом», яке знаходилось тут. Там було видано збірку «Червона корчма» (Краків-Львів, 1942), яка включає оповідання «Червона корчма», «Цвіт вишні», «Арніко», «Нескінчена соната», «Рудий кіт», «На ратах». Збірка «Чужа весна» (Краків, 1941) є певним  підсумком його поетичної творчости. Серед найвідоміших віршів, які увійшли до неї: «Чужа весна», «Слово про невідомого стрільця», «Листопадова романтика», «Львів», «Святий Юр», «Слово про смерть» (присвячено Ользі Бесараб). 
Кілька віршів опубліковано в журналі ГОСП «Наша боротьба», зокрема «Москво! (Неситий молоху в кривавій багряниці...)» (ч. 3, 06-07.1941), «Похідна (Ну іщо ж, що прийдеться умерти...)» (ч. 4,15.08.1941) тощо. У «Календарі Українського видавництва на рік 1942» опублікована новела «Ночі обложеного міста», присвячена Степанові Пшеничному.
Після смерті твори Святослава Ольшенка-Вільхи публікувалися в антології поезії, присвяченої УПА і революційно-визвольній боротьбі «Слово і зброя» (Торонто, 1968), антології української готичної прози ХХ ст. «Потойбічне» (Львів, 2005), добірці української містичної прози «Фіолетова тінь» (2024), журналах «Визвольний шлях», «Юнак», «Наше життя», «Світ дитини» тощо. 
Найвідомішим твором Святослава Ольшенка-Вільхи є вірш «Ми у вічі сміємося смерті», який став також популярною повстанською піснею. Вперше він був опублікований у часописі «Наша боротьба» (ч. 4, 15.08.1941).